# Bogdan Juratoni
Bogdan Juratoni (ur. 17 czerwca 1990) – rumuński bokser, brązowy medalista mistrzostw świata. 
Występuje na ringu w wadze średniej. W 2011 roku podczas mistrzostw świata amatorów w Baku zdobył brązowy medal w kategorii do 75 kg. 
Podczas igrzysk olimpijskich w Londynie (2012) dotarł do 1/8 finału.